# Мережа з комутацією каналів
Мере́жа з комута́цією кана́лів — вид телекомунікаційної мережі, у якій між двома вузлами мережі повинне бути встановлене з'єднання (канал), перш ніж вони почнуть будь-який обмін інформацією. Це з'єднання протягом усього сеансу обміну інформацією може використовуватися тільки вказаними двома вузлами. Після завершення обміну з'єднання має бути відповідним чином розірване.
У мережах з комутацією каналів можуть встановлюватися як комутовані, так і виділені з'єднання. Комутоване з'єднання — це тимчасове з'єднання, встановлене тільки на період одного сеансу зв'язку. Однак комутоване з'єднання може бути «вічним» — набравши номер віддаленого сервера і встановивши з ним з'єднання, можна не закінчувати сеанс зв'язку як завгодно довго. Комутоване з'єднання дозволяє також у будь-який момент перервати сеанс зв'язку і встановити з'єднання з іншим абонентом. Наприклад, можна перервати з'єднання з одним провайдером Internet і встановити з іншим.

## Принцип роботи
Мережі з динамічною комутацією вимагають попередньої процедури встановлення з'єднання між абонентами. Для цього в мережу передається адреса абонента (який викликається), що проходить через комутатори і налагоджує їх на наступну передачу даних. Запит на встановлення з'єднання маршрутизується від одного комутатора до іншого і зрештою досягає абонента (який викликається). Мережа може відмовити у встановленні з'єднання, якщо ємність необхідного вихідного каналу вже вичерпана. Для FDM-комутатора ємність вихідного каналу дорівнює кількості частотних смуг цього каналу, а для TDM-комутатора кількості тайм-слотів, на які поділяється цикл роботи каналу. Мережа відмовляє в з'єднанні також у тому випадку, якщо запитуваний абонент вже встановив з'єднання з кимсь іншим. У першому випадку говорять, що зайнято комутатор, другому — абонент.
Якщо з'єднання може бути встановлено, то йому виділяється фіксована смуга частот у FDM-мережах або ж фіксована пропускна здатність у TDM-мережах. Ці величини залишаються незмінними протягом всього періоду з'єднання. Гарантована пропускна здатність мережі після встановлення з'єднання є важливою властивістю, необхідним для таких додатків, як передача голосу, зображення чи керування об'єктами в реальному часі. Однак динамічно змінювати пропускну здатність каналу за вимогою абонента мережі з комутацією каналів неможливо, що робить їх неефективними в умовах пульсуючого трафіку.
Пояснимо принцип роботи комутованої телефонної мережі або мережі з комутацією. Ви додзвонюєтеся кому-небудь по телефону, між вами встановлюється якийсь фізичний канал зв'язку, складений з окремих ділянок, які з'єднуються комутаторами.
Зображено схему дозвону клієнта на модем провайдера по телефонній мережі з комутацією каналів
Лінія зв'язку одного абонента показана суцільною лінією, а іншого — пунктирною. Ділянки від кожного абонента до першого комутатора є неподільні. Тобто кожен використовує ці ділянки одноосібно. Решта ділянок мережі між комутаторами є поділюваними, тобто можуть бути в різний час зайняті різними користувачами. Але якщо ділянка зайнята одним користувачем, то інший в цей час вже не може її використовувати.

## Глобальні мережі з комутацією каналів

### Аналогові телефонні мережі
Аналогові телефонні мережі орієнтовані на з'єднання, яке встановлюється до початку ведення розмов (передачі голосу) між абонентами. Телефонна мережа утворюється (комутується) за допомогою комутаторів автоматичних телефонних станцій.
Телефонні мережі складаються з:
- автоматичних телефонних станцій (АТС);
- телефонних апаратів;
- магістральних ліній зв'язку (ліній зв'язку між АТС);
- абонентських ліній (ліній, що з'єднують телефонні апарати з АТС);

Виділяти для кожного з'єднання окрему магістральну лінію недоцільно, і для більш ефективного використання фізичних ліній застосовують:
- метод частотного ущільнення каналів;
- цифрові канали і мультиплексування цифрових потоків від безлічі абонентів.

Телефонні мережі загального користування, крім передачі голосу, дозволяють передавати цифрові дані за допомогою модемів. Модем (модулятор-демодулятор) служить для передачі даних на великі відстані з використанням виділених і комутованих телефонних ліній.
Модулятор надходить від комп'ютера двійкову інформацію перетворює в аналогові сигнали з частотною або фазовою модуляцією, спектр яких відповідає смузі пропускання звичайних голосових телефонних ліній. Демодулятор з цього сигналу витягує закодовану двійкову інформацію і передає її в приймаючий комп'ютер.
Факс-модем (fax-modem) дозволяє передавати і приймати факсимільні зображення, сумісні зі звичайними факс-машинами.
Модеми для виділених телефонних ліній
Виділені фізичні лінії мають смугу пропускання набагато більш широку, ніж комутовані. Для них випускаються спеціальні модеми, що забезпечують передачу даних зі швидкостями до 2048 кбіт / с і на значні відстані.

### Цифрові мережі з інтегральними послугами ISDN
Технологія ISDN з'явилася в 1984 році. Цифрова мережа з інтегрованими послугами (ISDN — Integrated Services Digital Network) — система, в якій по телефонних каналах передаються тільки цифрові сигнали, в тому числі і по абонентських лініях, тобто кінцевий абонент передає дані безпосередньо в цифровій формі.
ISDN дозволяє об'єднати передачу голосу, даних і зображення. Інтеграція різнорідних трафіків ISDN виконується, використовуючи спосіб тимчасового поділу (TDM — Time Division Multiplexing). ISDN використовує цифрові канали в режимі комутації каналів.
Цифрові мережі з інтеграцією послуг ISDN можна використовувати при передачі голосу і даних, для об'єднання віддалених ЛВС, для доступу до мережі Internet і для різних видів трафіку, в тому числі мультимедійного. Кінцевими пристроями в мережі ISDN можуть бути: цифровий телефонний апарат, комп'ютер з ISDN-адаптером, відео-та аудіообладнання.
Суть технології ISDN, полягає в тому, що різні пристрої, наприклад, телефони, комп'ютери, факси та інші пристрої, можуть одночасно передавати і приймати цифрові сигнали після встановлення комутованого з'єднання з віддаленим абонентом.
Інтерфейс BRI  ISDN складається з двох В-каналів, додаткового D-каналу. В ISDN основний потік інформації (голос і дані) передається по В-каналах. Ці канали комутуються між парою абонентів за допомогою інформації, яка передається по додатковому сигнальному каналу — D-каналу. 
Після комутації кожен В-канал являє собою дві «труби», пропускають у зустрічних напрямках потоки бітів зі швидкістю 64 кбіт / с. Службовий канал — також двонаправлений, його пропускна здатність може бути 16 або 64 кбіт / с в залежності від типу сервісу.
H-канал — це канал високошвидкісної передачі даних зі швидкостями 384 кбіт / с (канал H0), 1563 кбіт / с (канал H11), 1920 кбіт / с (канал H12).
Швидкість передачі даних в ISDN може бути: 64 кбіт / с., 128 кбіт / с, а в широкосмугових каналах зв'язку до 155 Мбіт / с. Через лінії ISDN можлива передача даних за допомогою технологій і протоколів глобальних мереж: Х.25, Frame Relay.

## Технології комутації каналів
Коротко розглянемо такі технології комутації каналів:
• PSTN;
• ISDN;
• DSL;
• виділені лінії;
• DDS;
• Т-носії;
• Switched 56.
 PSTN 
Мережа PSTN (Public Switched Telephone Network) — комутована телефонна мережа загального користування є традиційною аналоговою телефонною мережею. Для установки зв'язків в глобальних мережах вона використовується досить часто.
Використання PSTN має дві істотні переваги:
• лінії PSTN є практично скрізь;
• цей зв'язок недорогий.
 ISDN 
ISDN (англ. Integrated Services Digital Network) — цифрова мережа з інтегрованими службами (послугами) — це загальнодоступна телефонна мережа, що використовує цифрову технологію передавання сигналу, і що включає великий набір цифрових послуг, які стають доступними для кінцевих користувачів.
ISDN припускає оцифровку телефонної мережі для того, щоб голос, інформація, текст, графічні зображення, музика, відеосигнали і інші матеріальні джерела могли бути передані кінцевому користувачеві по наявних телефонних проводах і отримані ним з одного терміналу кінцевого користувача.

## Приклади
Типовим прикладом є ранні телефонні мережі. Абонент мав попросити оператора з'єднати його з іншим абонентом, під'єднаним до того ж комутатора або іншого комутатора через лінію зв'язку (і іншого оператора). В будь-якому разі кінцевим результатом було фізичне електричне з'єднання між телефонними апаратами абонентів протягом усієї розмови. Провідник, задіяний для з'єднання, не міг бути використаний для передачі інших розмов у цей час, навіть якщо абоненти насправді не розмовляли і в лінії була тиша.
Пізніше стало можливим ущільнення однієї фізичної лінії для утворення в ній декількох каналів. Попри це, один канал ущільненої лінії так само міг використовуватися лише однією парою абонентів.

## Переваги
- Висока стабільність параметрів каналу у часі.
- Відсутність необхідності у передачі службової інформації після встановлення з'єднання.
- Комутація каналів може використовуватися як у аналогових, так і у цифрових мережах зв'язку, на відміну від комутації пакетів, яка можлива тільки у цифрових мережах.

## Недоліки
- Комутація каналів вважається недостатньо ефективним способом комутації, тому що канальна ємність частково витрачається на підтримання з'єднань, що встановлені, але (в цей час) не використовуються.
- Неможливість застосування апаратури користувачів, яка працює з різною швидкістю.
- Можливість відмови в з'єднанні.

## Альтернатива
Комутація каналів принципово відрізняється від комутації пакетів, при якій дані, що передаються (наприклад, оцифрований звук або дані з комп'ютерної мережі) розділяються на окремі пакети, які окремо передаються через мережу загального користування.
| Характеристики мереж з комутацією пакетів | Характеристики мереж з комутацією пакетів | Характеристики мереж з комутацією пакетів | Характеристики мереж з комутацією пакетів                                                                                       |
| Тип                                       | Швидкість                                 | Трафік                                    | Примітки |
| ----------------------------------------- | ----------------------------------------- | ----------------------------------------- | --- |
| X.25                                      | 1.2—64 Кбіт/с                             | Термінальний                              | Велика надлишковість протоколу, добре працюють на каналах низької якості                                                        |
| Frame Relay                               |                                           | Комп'ютерний                              | Порівняно нові мережі, добре передають пульсації трафіку, в основному підтримують службу постійних віртуальних каналів          |
| SMDS                                      |                                           | Комп'ютерний, графіка, відео, голос       | |
| ATM                                       |                                           | Комп'ютерний, графіка, відео, голос       | Нові мережі, комерційна експлуатація почалася з 1996 року, поки використовується в основному для передачі комп'ютерного трафіку |
| TCP/IP                                    |                                           | Термінальний, комп'ютерний                | |

Загальні принципи побудови Мережі X.25
Основу X.25 мереж складають Центри комутації пакетів (ЦКП), розташовані в багатьох містах і забезпечують доступ до мережі. Зазвичай абонент отримує доступ до мережі, з'єднуючись з найближчим ЦКП, тобто можна отримати доступ до мережі з будь-якого місця, де є телефонний зв'язок, без прив'язки до конкретного ЦКП. Абоненти мережі підключаються до неї для того, щоб передавати інформацію або приймати її від інших абонентів або хост-машин. Для цього в мережі встановлюється тимчасова логічний зв'язок між цими абонентами, звана віртуальним з'єднанням. Після встановлення віртуального з'єднання між абонентами може відбуватися обмін даними одночасно в двох напрямках (дуплекс), причому затримка передачі пакетів даних не перевищує часток або декількох секунд в залежності від завантаженості мережі.
Основні принципи побудови мереж Frame Relay
Стандарт Frame Relay описує інтерфейс доступу до мереж з швидкою комутацією кадрів і забезпечує функції першого, частково другого і третього рівнів моделі OSI, включаючи в себе невеликий набір правил і процедур організації інформаційного обміну.
Відмінною особливістю Frame Relay є відсутність механізмів корекції помилок і управління потоком даних, характерних для X. 25. Кадр, прийнятий проміжним або кінцевим вузлом з помилками, скидається мережею, а функції виправлення помилок покладаються на протоколи більш високих рівнів, наприклад, TCP.
Абонентським доступом до мережі Frame Relay управляє інтерфейс «користувач-мережа» (UNI — User-to-Network Interface). Його основним завданням є опис характеристик і особливостей мультиплексування логічних з'єднань PVC (Permanent Virtual Connection), а також контроль їх стану та конфігурації. Кожне таке логічне з'єднання має своїм унікальним номером — DLCI (Data Link Connection Identifier).